# 5030 Gyldenkerne
Az 5030 Gyldenkerne (ideiglenes jelöléssel 1988 VK4) a Naprendszer kisbolygóövében található aszteroida. Poul Jensen fedezte fel 1988. november 3-án.